# Archief van de Stad Brussel

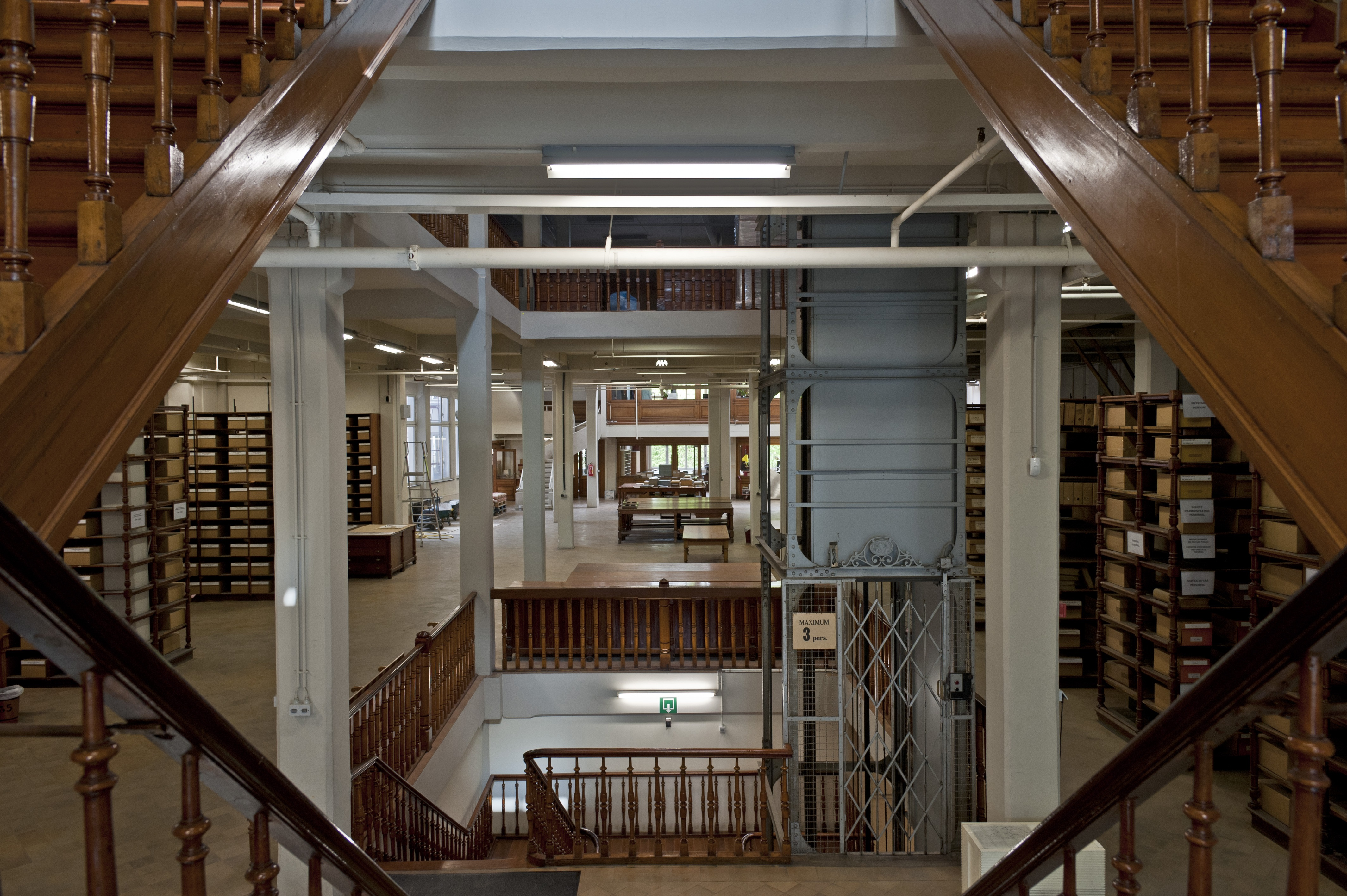
Interieur

Het Archief van de Stad Brussel (Frans: Archives de la Ville de Bruxelles) is een Brusselse stadsdienst opgericht in 1816. Sinds 1979 heeft de instelling haar intrek genomen in het gebouwencomplex in de Huidevettersstraat waar voorheen de textielfabriek van Jules Waucquez gevestigd was. De bewaarde fondsen zijn omvangrijk, hoewel het meeste materiaal van vóór 1695 verloren ging in het Franse bombardement. Het Archief geeft het tijdschrift Brusselse cahiers uit.

## Archivarissen
- 1816-1842: Balthasar Delsaux
- 1842-1898: Alphonse Wauters
- 1898-1907: Jean-Baptiste Van Malderghem
- 1907-1931: Guillaume Des Marez
- 1931-1948: Charles Pergameni
- 1949-1979: Mina Martens
- 1979-1983: Arlette Smolar-Meynart
- 1983-1993: Léon Zylbergeld
- 1994-2000: Arlette Smolar-Meynart
- sinds 2000: Anne Vandenbulcke